# Ural Kosaken Chor
Der Ural Kosaken Chor ist ein 1924 in Paris von emigrierten Kosaken gegründeter Chor.

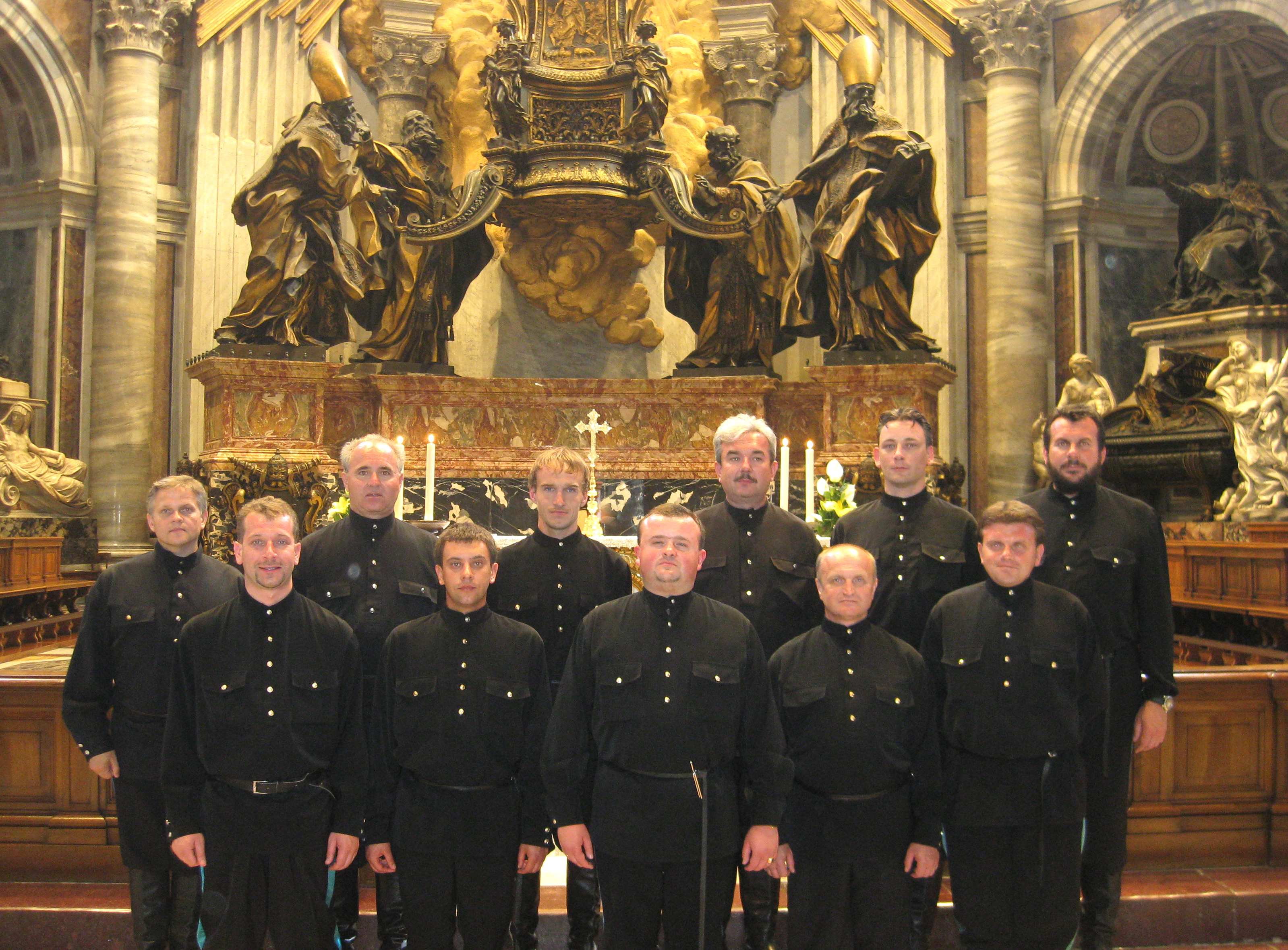
Der Ural Kosaken Chor im Petersdom (2009)

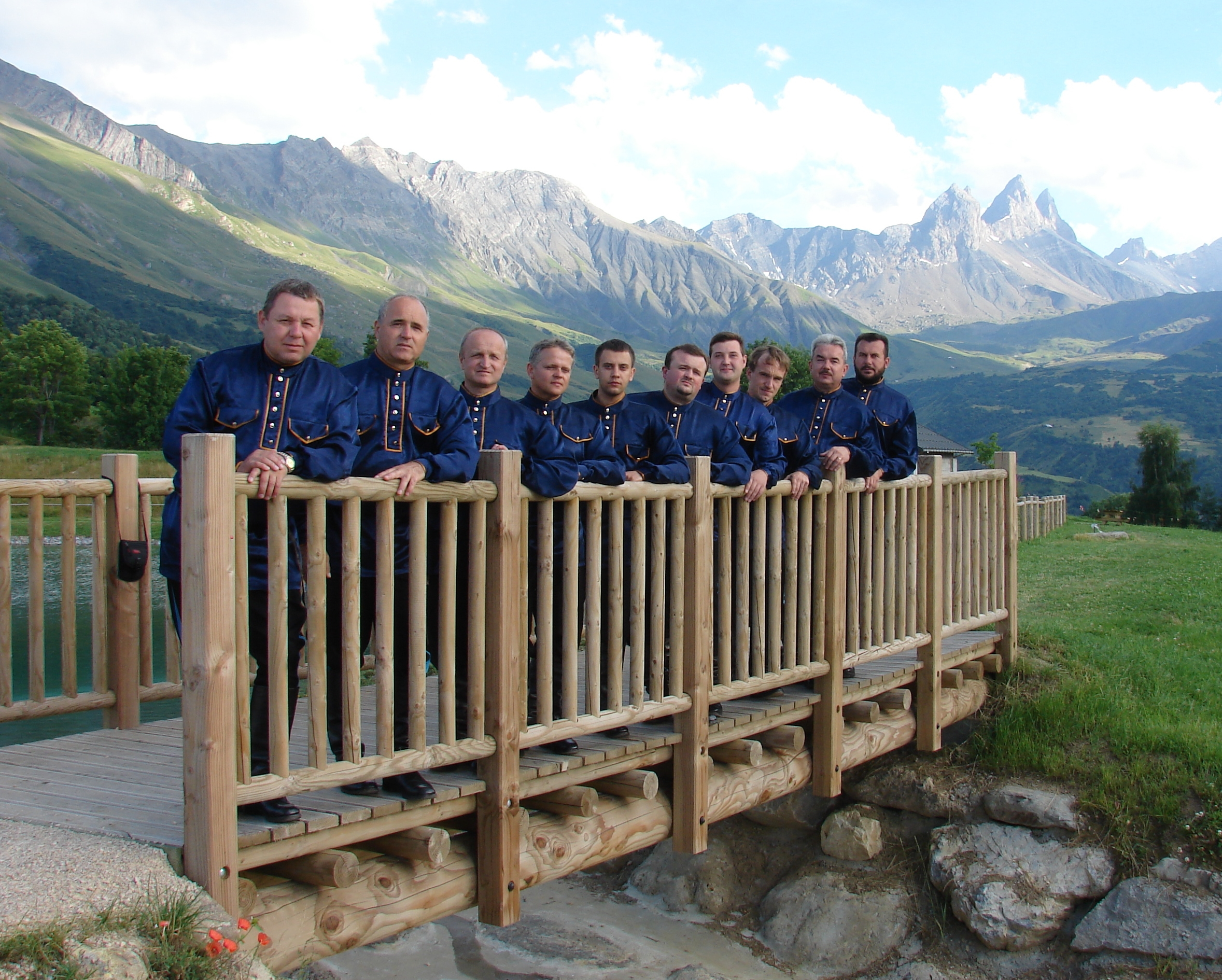
Der Ural Kosaken Chor in Österreich (2008)

## Geschichte
Nach der russischen Revolution 1917 emigrierten viele zarentreue Kosaken und verteilten sich über Europa und die USA. (→Entkosakisierung) Zur Pflege ihrer Kultur, insbesondere der Lieder und Tänze, gründete Andrei Iwanowitsch Scholuch 1924 in Paris den „Ural Kosaken Chor“, der bald zu dem wichtigsten Vertreter dieses Musikgenres wurde.
Nach Kriegsausbruch stellte der Chor 1940 seine Tätigkeit ein, die Mitglieder wurden in alle Winde verstreut. In der Zeit von 1951 bis 1955 leitete Andrej Scholuch dann den Schwarzmeer Kosaken-Chor, mit dem er vorwiegend Kirchenkonzerte gab. Scholuch gründete aus einigen Mitgliedern des Schwarzmeer Kosaken-Chores und neuen Sängern den neu aufgestellten „Ural Kosaken Chor“. Berühmtestes Mitglied war Ivan Rebroff. Aufgrund von Scholuchs Alter und Überalterung der meisten Mitwirkenden führte der Chor 1972 seine letzte Tournee durch. 
Michail Minsky, ehemaliger Solist des Don Kosaken Chores Serge Jaroff, versammelte im Jahr 1984 die jüngsten Mitglieder des alten Chores sowie einige neue Sänger um sich und belebte das „Ural Kosaken Ensemble“ wieder. Vier Jahre nach seinem Tod stellte das Ensemble wiederum seine Tätigkeit ein und wurde schließlich mit Hilfe von Wanja Scholuch, dem Sohn des Gründers, wieder aufgestellt. Für ein spezielles Tourneeprogramm von 2006 bis 2007 übernahm Alexander Skovitan, der Sohn der Sängerin Alexandra, vorübergehend die musikalische Leitung des Chores und wirkte als dessen Dirigent. Dann, nachdem Skovitan aus privaten Gründen den Chor verlassen musste, wurde die Leitung an Vladimir Kozlovskyy aus der Ukraine übertragen.
Der „Ural Kosaken Chor“ gibt bis heute Gastspiele in ganz Europa. Zurzeit befindet er sich unter dem Motto „Erinnerungen an Ivan Rebroff“ anlässlich seines 10. Todestages auf Tournee. Gemeinsam mit der Sängerin Dorothee Lotsch wird aber auch das Programm „Lieder der russischen Seele – Erinnerungen an Alexandra“ aufgeführt.

## Ton-/Bildträger
- Ich bete an die Macht der Liebe (2001)
- Erinnerungen an das Alte Russland Vol. 1 (2006)
- Erinnerungen an das Alte Russland Vol. 2 (2006)
- In den weiten Steppen des Urals (2007)
- Lieder der russischen Seele – Erinnerungen an Alexandra (2007)
- Russische Weihnacht (2007)
- Ein Querschnitt der Konzerte, DVD (2007)
- Ivan Rebroff und große russische Chöre (2008)
- Perlen der russischen Kirche (2008)
- Erinnerungen an das letzte Jahrhundert Vol. 1 + 2 (Doppel-CD) (2008)
- Weites Land am Dnjepr – Lieder der Ukraine (2008)
- Schneeverwehtes Russland (2008)
- 80 Jahre Ural Kosaken Chor: Jubiläums-Doppel-CD von 1924 bis 2008 (2008)
- Gott und Welt (2008)
- Stenka Rasins Traum (2009)
- Lieder aus dem alten Russland (2010)
- Europa-Tournee, DVD, (2010)
- Chanteurs et danseurs de l‘Oural et balalaïkas d‘Ossipov à Paris (Mono version) (2013)
- Chanteurs et danseurs de l‘Oural et balalaïkas d‘Ossipov à Paris (Stereo version) (2014)
- Les plus beaux chants russes (Mono version) (feat. Andrej Scholuch) (2014, EP)
- Weihnachten in Moskau (2016, Sampler mit Meteor, Peter & Paul Chor St. Petersburg, Ural Kosaken Chor, Don Kosaken Chor Serge Jaroff u. a.)
- Erinnerungen an Ivan Rebroff (2018)